# Homeïda Behi
Homeïda Behi est un réalisateur franco-tunisien connu pour son long métrage Nesma.
Né en Tunisie, il quitte son pays natal pour la France à l'âge de 18 ans dans le but de poursuivre des études de lettres à Paris. Il travaille comme assistant réalisateur sur plusieurs films avant de réaliser son premier court métrage, The Last Song, en 2011.

## Filmographie

### Long métrage
- 2013 : Nesma

### Court métrage
- 2011 : The Last Song